# آنی جین مگردیچیان
آنی جین مگردیچیان (انگلیسی: Ani Jane Mugrditchian؛ زادهٔ ۱۱ مهٔ ۱۹۵۳) شناگر زن ارمنی‌تبار اهل لبنان است که در رشته ۱۰۰ متر قورباغه در بازی‌های المپیک تابستانی ۱۹۷۲ به رقابت پرداخت.